# Каата, Рагнхильда
Рагнхильда Каата (норв. Ragnhild Kåta; 23 мая 1873, Вестре-Слидре, Норвегия — 12 февраля 1947, Хамар, Норвегия) — норвежка, одна из первых слепоглухих людей, поддавшихся обучению, а также первый известный слепоглухой человек, сумевший научиться говорить.

## Биография
Каата родилась в коммуне Вестре-Слидре. В возрасте трёх с половиной лет она лишилась слуха, зрения, обоняния и чувства вкуса, возможно, после скарлатины. Учитель и писатель Халвард Берг встретил её в 1887 году и написал о ней заметку в Verdens Gang. Статью прочитал Ларс Хавстад, пионер в области обучения глухих в Норвегии, сам страдавший отсутствием слуха. Свояк Хавстада Элиас Хофгаард был директором Хамарского института для глухих. Он согласился взять Каату к себе в школу. Обучение было оплачено из государственного бюджета.
15 января 1888 года, в 14-летнем возрасте, Рагнхильда приехала в школу со своим отцом. Вначале она с опаской относилась к окружающим и не терпела прикосновений к себе, но вскоре смогла адаптироваться к новому окружению. Хофгаард к удивлению многих стал обучать девочку не дактилогии, а полноценной речи. Каата смогла научиться произносить простые предложения, понимать речь других людей, прикладывая руки к их губам, писать и читать по Брайлю, вышивать и вязать. Она стала первым слепоглухим человеком в Норвегии, поддавшимся обучению, и одной из первых в мире. Опыт обучения Кааты речи вдохновил слепоглухую американку Хелен Келлер повторить её достижение.
В дальнейшем Каата жила на средства от продажи рукоделия. В 1891 году она получила поощрительную премию за изделия, отправленные на выставку в Шиен. В 1897 году она прошла протестантскую конфирмацию, однако после этого продолжала несколько лет жить в школе. В дальнейшем она вернулась домой к матери, отец к тому времени умер. Хофгаард регулярно навещал её. После смерти матери Рангхильда уехала к одной из сестёр. Последние десять лет она прожила в Хамаре. Умерла в 73-летнем возрасте от бронхита.